# Fredrik Julius Coyet
Fredrik Julius Coyet, född 1684, död 1736, var en holländsk kolonialman, son till Baltzar Fredrik Coyet.
Coyet ingick i det Holländska Ostindiska Kompaniets tjänst, blev 1730 guvernör på Java. Han blev 1731 extraordinarie och 1735 ordinarie medlem av indiska rådet.